# 彭特里奇起义
彭特里奇起义（Pentrich rising），是1817年发生於英国德比郡彭特里奇村的一场武装叛乱。这场事件发生在1817年6月9日至10日的夜晚。大部分的谋划都是在彭特里奇村进行的，三名领导人中有两名来自南温菲尔德，另一名则来自阿什菲尔德的萨顿镇；这场“革命”本身是从南温菲尔德的亨特谷仓开始的，而事件的唯一一名死者死在温菲尔德公园。
这是由耶利米·布兰德雷斯（“诺丁汉长官” ，其身份是一位失业的纺织工）领导的一起两三百人（主要是纺织工、采石工以及钢铁工人组成的队伍）的集会，他们从南温菲尔德一直行进到诺丁汉。这支队伍有一些十分基础的武装，比如长矛、镰刀以及一些枪支，这些武器被藏在温菲尔德公园的一个采石场中；他们的革命诉求则零零散散、极不统一，这当中还包括清除国债。
然而，人群中有一人名叫威廉·奥利弗，他是政府间谍，他在起义爆发不久后就施计将其粉碎。耶利米·布兰德雷斯、艾萨克·卢德姆和威廉·特纳被关入德比监狱，随后因参与起义而被绞死或斩首。

## 历史背景
1815年拿破仑战争结束后的一系列因素致使英国陷入严重的经济萧条。英国工业化程度的提高以及部队的大规模复员导致了大量人口失业。《谷物法》导致面包价格大幅上涨，而政府又废除了所得税，这意味着战争时期欠下的债务必须通过对商品征税来偿还，这样物价变得更高了。此外，1816年一整年都异常地湿冷，秋季收成极差。
战争一结束，军需物资的生产便停止了，像巴特利公司这样的工程公司大受影响，铁矿石价格下跌、煤炭产量下降了三分之一。针织品贸易倒退了整整五年。
政治上面临的问题更加严重。自18世纪以来，人们就一直在呼吁进行议会改革，特别是要治理腐败选区现象。随后爆发了法国大革命及其恐怖统治，这样的事件似乎证明任何改革都必将伴随着暴力，皮特政府便开始通过越来越多的惩罚性措施来预防暴力事件的发生。

## 序幕
自1811年以来，英国国内发生了一些小规模的地方性起义；工厂雇佣廉价而欠缺手艺的劳动力来生产质量低下的产品，工人们为抗议这种现象而开始打砸纺织机。许多大城市也都发生过抢掠食品的骚乱。
全国各地都存在一些地下的革命委员会。诺丁汉的革命委员会由制针工威廉·史蒂文斯领导，这个委员会的代表来自彭特里奇村，是一位名叫托马斯·培根的机织工。培根的思想十分倾向革命，他还是彭特里奇汉普顿党的创始人。在彭特里奇举行了几次会议后，培根宣称起义的准备工作进展十分顺利，而且他也和炼铁厂等地联系过采购武器的事宜。
当时有消息称北方的革命军正在挥师南下，这让培根终于下定决心揭竿而起——可实际上这条消息是内政部雇的奸细：威廉·奥利弗捏造的假情报。培根的目的是要加入北方军并一起进军伦敦、以声援弗朗西斯·伯德特爵士提出的议会改革法案。
当局怀疑培根参加了打砸活动，便对他下了逮捕令，这使他不得不暂时藏匿起来。因此，他任命一名失业的机织工耶利米·布兰德雷斯带着他的妻子和两个孩子一同作为自己的副手。革命者当时对这个新任副手似乎评价不一，但是布兰德雷斯答应他的同志们说，他们的首要目标是去诺丁汉，在半路上先进攻巴特利炼铁厂，打下来之后杀掉里面的三名高管，然后将里面的武器洗劫一空。抵达诺丁汉之后便可以得到面包、牛肉、啤酒和一笔钱的补给，顺便再拿下当地的兵营。然后，他们将乘船沿着特伦特河对纽瓦克城发起攻击。他告诉他们说，在纽瓦克已经有一万六千人准备加入革命。
听他讲话的人群中包括退伍军人威廉·特纳以及艾萨克·卢德姆，后者是一个身无分文的农民，他家里有一个小型采石场，他在那里打制了一些长矛。该计划是在6月8日的10点集合，首先会将卢德姆的长矛派发给众人，然后革命军每经过一户人家便从中征召一名男丁及要一杆枪，这样军势就会越来越壮大。

## 进军
6月9日晚上10点，有大约50名男子在南温菲尔德的亨特谷仓进行集会，接下来四个小时内他们都在周围的居民中四处征集兵员和武器。一位名叫玛丽·赫普沃斯的寡妇与她的两个儿子一起生活。当她拒绝开门时，暴徒们打碎了一扇窗户，随后布兰德雷斯开枪打死了她家中的一名仆人。党内的一些同志对这种凶暴的行径感到有些震惊，但布兰德雷斯威胁说，谁不留在部队里继续战斗就毙了谁。
后来革命军开始向巴特利公司的工厂进军。他们到那里时被工厂代理人乔治·古德温和几名治安员拦下了。队伍里已有一两人叛逃了，而且士气也越来越低落，革命军开始改道前往雷普利。
当时没有警察一说。社会的秩序是由民兵团等各种半私人的军队维持的，而内政大臣西德茅斯勋爵则向当地地方法官收集情报，也花钱雇佣了很多线人。
革命军在雷普利强征到了更多的人力，他们又在科德诺和兰利米尔叫醒了当地的酒馆老板以索取各种啤酒、面包和奶酪。天空中暴雨倾盆，更多的人叛逃了。
他们在吉爾特布魯克遭遇了20名政府军，这些士兵隶属于第15轻骑兵团。革命党人四散奔逃，大约40人被俘，其领导人们虽然设法逃脱，但都在接下来的几个月内相继被捕。

## 处置
总共有85名革命者被送入诺丁汉和德比的监狱，以便在德比的市政厅中受审，其主要罪名是“恶意的武力叛国，试图……颠覆并摧毁政府及宪法”。
23人被判刑，3人被判流放14年，11人终身流放。至于其领导人物，政府决心杀鸡儆猴，希望“可以通过判处他们严重叛国来吓阻国内民众对改革的需求”。
布兰德雷斯于7月22日在布尔韦尔被捕，而艾萨克·卢德姆则在尤托克西特被抓获。托马斯·培根和他的兄弟约翰·培根在圣艾芙被抓获，逮捕者在亨廷顿郡获得了100英镑的奖赏。副治安书记官威廉·洛克特组织了这次审判，他组建了“一群可靠而可敬的农村陪审员”来审问他们。
本来布兰德雷斯、培根和培根的小舅子乔治·韦特曼都要出庭受审。然而，培根知道威廉·奥利弗在这起事件中扮演的角色，如果他当堂把这件事抖出来，那么会让政府十分尴尬，而且这一条信息也可能会使陪审团偏向被告。因此，布兰德雷斯被视为主犯，而特纳、卢德姆和韦特曼仅被作为从犯处置。这四人都被判处叛国罪并被处以死刑。但是，由于陪审团建议宽大处理，所以韦特曼被判处缓刑，并且后来与培根一起被判处终身流放。韦特曼被流放到了澳大利亚，并于1865年在新南威尔士州的凯马镇去世，享年68岁。韦特曼从未回到英国探望妻儿。而他也被认为是一个有价值的优秀公民。
本来布兰德雷斯、卢德姆和特纳按惯例都要车裂，但因王子赦免了他们的极刑而改在德比的修士监狱门前公开绞死并斩首。
这一事件没有给政府带来任何好处，当时许多自由派思想家都对当中的判决而感到厌恶，尤其是死刑。西德茅斯勋爵因使用奥利弗作为内奸和代理人而尤其受到剧烈的批评。尽管如此，洛基特还是称这场事件的判决“对维护彭特里奇和其他‘底层地方’的秩序都产生的有益的影响”。
这场事件在今天几乎没有留下任何影子，如果非要说有的话，那就是现在金溪村的一些街道是以韦特曼等烈士的名字命名的。
爱德华·帕尔默·汤普森在《英国工人阶级的形成》一书中认为这是早期的卢德主义向着后来1818-20年以及1830-32年民粹激进主义过渡的一起事件。